# The Quarrymen
The Quarrymen — британський гурт, був заснований у 1956 році в Ліверпулі, Англія, Джоном Ленноном, його шкільним другом Пітом Шоннотом та Еріком Гріффітсом. Спочатку гурт називався The Blackjacks, але потім Шоттон запропонував змінити назву. Нова назва мала відношення до школи Quarry Bank Grammar School, в якій вони обидва навчалися. Важливу роль у формуванні Quarrymen зіграла Джулія Леннон: вона допомагала хлопчикам настроювати інструменти, показувала їм акорди, знайомила зі своєю колекцією платівок. Історичний день 6 липня 1957, коли на виступ Quarrymen в церковний двір прийшов Пол Маккартні з гітарою, можна вважати відправною точкою в історії The Beatles.

## Історія гурту
Група Quarrymen виникла, коли Джон Леннон і Ерік Гріффітс, відвідуючи уроки гри на гітарі (на Хантс Крос у Ліверпулі), вперше вирішили зіграти разом. Леннон незабаром розчарувався в заняттях (де теорія переважала над практикою) і перестав ходити на курси. Мама Леннона, Джулія, допомогла хлопчикам налаштувати інструменти, і ті почали репетиції — в будинку тіточки Леннона на Менло-авеню, 251, іноді — в будинку у Гріффітса на Хейлвуд-драйв. Ранній репертуар ансамблю здебільшого складався з пісень найвідомішого скіффл-музиканта Британії Лонні Донегана.

### Формування складу
Незабаром Леннон запросив до складу третього учасника, свого найкращого друга Пітера Шоттона. Той не вмів грати на жодному музичному інструменті, але незабаром освоїв пральну дошку — характерний елемент всіх скіффл-бендів того часу. У групу, названу The Blackjacks, Шоттон незабаром привернув Білла Сміта (бас), а Гріффітс — Рода Девіса, який грав на банджо. Серйозною фізичною вадою останнього була короткозорість: він практично не бачив, що відбувається на сцені, і це дуже йому заважало. Дізнавшись, що ансамбль з назвою The Blackjacks вже існує, всі зібралися на екстрену нараду, і Шоттон запропонував іронічну назву: The Quarrymen. У шкільному гімні були рядки, що прославляли працьовитість: «Quarrymen, old before our birth / Straining each muscle and sinew», і вони сприймалися хлопчиками іронічно, оскільки ніхто з них в школі працьовитістю не виділявся.
Перша репетиція нового складу Quarrymen відбулася в будинку у Шоттон на Вейл-роуд (не витримавши шуму, мама останнього відправила їх на задвірки садка). Сміт, часто прогулював репетиції, та незабаром покинув гурт і був замінений Леном Геррі. Незадовго до цього Леннон і Шоннон здійснили рейд на батьківський гараж Сміта та «визволили» звідти таз, що виконував функції басового барабана. З того часу Геррі став постійним учасником, хоча на концертах його іноді заміняв приятель Леннона Айвен Воган. Колін Хантон в цей час був учнем в оббивній майстерні Гая Роджерса в Спікі: на роботу він їздив в тому ж автобусі, що Гріффітс — в школу. Якось по дорозі він у розмові з Гіффітсом згадав, що має вдома невелику ударну установку, але зізнався, що грає непрофесійно. Гріффітс відправився до в гості до Хантон, подивився, як той грає, і запросив в Quarrymen. Мати в гурті ударника в той час було почесно: це дозволяло вже виконувати і ранній рок-н-рол.
Тепер репетиції проходили в основному у Хентона або Гріффітса. Всі разом нерідко вирушали до Джулії Леннон на Блумфілд-роуд 1, слухати її колекцію рок-н-рольних платівок. Так до їхнього репертуару додалися «Let the Good Times Roll» і «Be-Bop-A-Lula» Джина Вінсента. Тим часом у групи з'явився менеджер: ним став Найджел Воллі, який навчався в одній школі з Ленноном. Саме він регулярно розсилав до місцевих кінотеатрів і танцювальних залів флаєри з текстом: «Country-and-western, rock n' roll, skiffle band The Quarrymen: Open for Engagements. Please Call Nigel Whalley, Tel.Gateacre 1715».

### Перший конкурс. Поява в The Cavern (1956)
Група виступила на конкурсі, організованому канадським імпресаріо Керроллом Левіс, де виконала «Worried Man Blues», отримала свою порцію оплесків, але поступилася валлійській The Sunnyside Skiffle Group. По завершенні конкурсу Левіс вирішив виявити переможця за допомогою «аплодиметра»: Quarrymen програли лише після повторного вимірювання, причому зовсім небагато. Леннон довго сперечався за лаштунками з Левіс, стверджуючи, що суперники привезли з собою цілий автобус фанів і що організатор не був об'єктивний. 
Тим часом Воллі (який пішов зі школи в 15 років, щоб стати професіоналом в гольф-клубі у Лі-Парку) познайомився на майданчику з доктором Джозефом Сітнером, чий син Алан керував клубом The Cavern, на Метью-стріт. Сітнер запропонував влаштувати прослуховування прямо в гольф-клубі: тут перед групою постала величезна за їхніми мірками аудиторія у сто чоловік. Прослуховування пройшло вдало: через тиждень Алан Сітнер подзвонив Воллі і запропонував Quarrymen зіграти в паузі між виступами двох джаз-бендів в «Каверна». Тим часом, поступово музичний смак Джона Леннона став змінюватися. Він почув «Long Tall Sally» (у квартирі в однокласника Майкла Хілла на Пенні Лейн) і вирішив, що відтепер Літтл Річард — його улюблений співак. Крім того, група розучила кілька пісень з репертуару Елвіса Преслі: «Don't Be Cruel», «All Shook Up» і «Heartbreak Hotel», а також деякі пісні Едді Кокрена і Джеррі Лі Льюїса. В The Cavern виступ Quarrymen справив справжній переполох. Почавши зі звичайного скіффл, група з ініціативи Леннона заграла «Don't Be Cruel». Сітнер протиснувся до сцени і передав Леннону записку: «Припини цей чортовий рок-н-рол!». Після цього він у свій клуб Quarrymen не запрошував. Коли пізніше тут виступали The Beatles (колишні Quarrymen), Алан Сітнер вже не володів клубом.
Відігравши з групою на дні народження в будинку тіточки Хентона, Шоттон вирішив піти з групи. Леннон у гніві схопив пральну дошку і розбив її об голову Шоттона, залишивши на його плечах дерев'яну раму. Як не дивно, після цього той погодився відіграти ще декілька концертів, перш ніж піти остаточно.

### Прихід Пола Маккартні (1957)
22 червня 1957 Quarrymen дали два великих концерти в кузові відкритої вантажівки на Розбери-стріт, на святі, присвяченому 750-річчю Ліверпульської хартії. А 6 липня відбувся їхній історичної виступ у парку церкви Св. Петра, куди також прийшов Пол Маккартні з гітарою аби рознайомитися з гуртом. Айвен Воган представив його Леннону і ті поговорили трохи перед початком другого сету. Пол показав Джону як він налаштовує гітару і зіграв «Twenty Flight Rock» Кокрена, «Be-Bop-A-Lula» Джина Вінсента і попурі пісень Літтл Річарда. Тут же відбувся ще один історичний епізод: хлопчик на ім'я Боб Моліна записав частину виступу на свій котушковий Grundig TK8. У 1963 році через Рінго Старра він запропонував Леннону цю плівку, відповіді не отримав і заховав цей свій скарб, а в 1994 році компанія EMI купила плівку за 78 500 фунтів стерлінгів.
Після концерту ввечері Леннон і Шоттон деякий час обговорювали зустріч з Маккартні, і Джон зауважив, що було б непогано його запросити. Два тижні потому Шоттон зустрів Пола, який катався на велосипеді в Вултоні, і передав йому запрошення. Той погодився, але зауважив, що спочатку має відправитися в табір скаутів в Хетерсейджі, а пізніше виїхати з родиною на відпочинок в Йоркшир. Девіс також поїхав на літо з батьками — до Франції. Повернувшись, він виявив, що замість нього в складі вже грає Пол Маккартні. Пізніше Девіс «помстився» Леннону: у 1960 році, будучи студентом Кембриджу, записав з групою The Trad Grads пісню «Running Shoes» (сингл Decca, 45-F 11403), що викликало у Джона напад заздрості.
Завдяки Полу Маккартні в репертуарі Quarrymen з'явилися нові пісні: «Bye Bye Love» (Everly Brothers) і «All Shook Up», — їх Леннон з товаришами до цього безуспішно намагалися розучити. Офіційний дебют Пола в групі відбувся на концерті після зборів Клубу консерваторів в Нью-Клабмор-холі (Норріс-Грін, Ліверпуль), в п'ятницю 18 жовтня 1957 року, причому той страшно нервував і багато помилявся.

### Джордж Гаррісон (1958)
Джордж Гаррісон, шкільний приятель Пола, який грав з братом Пітером в скіффл-групі The Rebels, вперше побачив Quarrymen на сцені 6 лютого 1958 року в Вілсон-холі. У березні він прийшов на прослуховування в Morgue Skiffle Club і зіграв «Guitar Boogie Shuffle» (композицію Берта Уідон). Леннон спочатку не хотів приймати 15-річного Джорджа в групу, вважаючи, що той не підходить за віком. Маккартні влаштував для них ще одну зустріч — на другому поверсі ліверпульського даблдеккера, де Джордж зіграв «Raunchy» спеціально для Леннона, — і той здався: Гаррісон увійшов до складу Quarrymen як ведучий гітарист. Незабаром групу покинули Гріффітс і (перехворівший на менінгіт) Геррі. Нарешті, Маккартні зіграв на одній з репетицій пісню власного твору «I've Lost My Little Girl»: Леннон (як згадав пізніше Шоттон) був приголомшений. Паралельно дует практикував вокальну гармонію: в цьому їм допомагали пісні Everly Brothers: «Cathy's Clown», «All I Have to Do Is Dream», «Wake Up Little Susie».
Тільки дві композиції Леннона-Маккартні, записані в ці дні, пізніше були ними записані: «One After 909» з'явилася в Let It Be, «Like Dreamers Do» стала хітом для The Applejacks в 1964 році. В групу прийшов Джон «Дафф» Лоу (також навчався в одній школі з Полом): він грав на фортепіано — принаймні, в тих концертах, де таке пропонувалося організаторами.

### Перетворення в The Beatles (1958—1959)
15 червня 1958 Джулія Леннон загинула: вона була збита машиною. Джон на багато місяців втратив інтерес до групи. Лоу взагалі припинив з'являтися на репетиціях: він жив занадто далеко і міг грати тільки по вихідних. Група продовжувала виступати — зокрема, у павільйоні театру на Лодж-Лейн, де дирекція шукала ансамбль, який би заповнював півгодинними паузами між партіями в бінго. Концерт пройшов вдало лише в першій своїй частині: потім Леннон, Маккартні і Хентон перебрали пива і пізніше ледь не побилися, дорікаючи один одного в недбайливості. Хентон пішов з групи і почув про своїх колишніх товаришів лише три роки опісля, коли вони вже перетворилися на Beatles.
Деякий час Леннон і Маккартні продовжували складати пісні, не виступаючи. Гаррісон увійшов до складу квартету The Les Stewart Quartet, де виступали також вокаліст Ліс Стюарт, гітарист Кен Браун, і молода людина на ім'я Скіннер. Група стала резидентом у щойно відкритому клубі The Casbah Coffee Club. У якийсь момент Стюарт не вийшов на концерт і Браун з Гаррісоном закликали на допомогу Леннона і Маккартні, які згадали свою стару назву, Quarrymen. Квартет відіграв декілька суботніх вечорів (отримуючи по 15 шилінгів за концерт) — з 29 серпня по жовтень 1959 року, без ударника, але в кінцевому підсумку залишив клуб — через фінансовий конфлікт.
18 жовтня 1959 Леннон, Маккартні і Гаррісон втрьох взяли участь у першому турі конкурсного концерту в телешоу Discoveries під назвою Johnny and The Moondogs ("Джонні та Місячні собаки"). Група пройшла в друге коло, і виступила в неділю 15 листопада 1959 року в манчестерському Hippodrome. Леннон (без гітари, як вокаліст), Маккартні і Гаррісон зіграли «Think It Over» Бадді Холлі і, запізнюючись на поїзд, вирішили покинути клуб, причому по шляху Леннон прихопив кимось залишену гітару, зауваживши, що "принаймні хоч якось окупив поїздку".
Під час шкільних канікул 1960 року Леннон і Маккартні двічі виступали дуетом як Nerk Twins, в пабі The Fox and Hounds в Кавершеме, Редінг, де управляли Майк Роббінс і його дружина Елізабет (кузина Маккартні). Роббінс раніше грав у групі Jones Boys, і багато розповідав хлопчикам про життя в шоу-бізнесі. Весь тиждень Леннон і Маккартні підробляли в барі, отримавши по 5 фунтів, потім виступили в суботу 23 квітня 1960 та в неділю, після чого повернулися в Ліверпуль.
До травня 1960 року до групи приєднався Стюарт Саткліфф, який незадовго до цього отримав премію на художній виставці і на виручені гроші купив собі бас-гітару Hefner 500 / 5. Саме Саткліфф запропонував змінити назву — Спочатку на Beatals. Оскільки групі потрібна апаратура, Саткліфф і його товариш по художньому коледжу Білл Харрі вмовили керівництво коледжу придбати для сцени (на якій в той момент грали Quarrymen) підсилювачі, які в подальшому повинні були перейти у власність групи. Одного разу на репетиції групи (в клубі Jacaranda) побував Брайан Касс з "Кас і Казанови". Він пообіцяв Леннону допомогти з пошуком ударника, але тільки тому випадку, якщо група перейменується в Long John and The Silver Beetles (за зразком Buddy Holly and The Crickets). Леннону не сподобалося поєднання John та Silver (асоціювалося з ім'ям пірата), але він погодився на назву The Silver Beetles. На ударних тут спочатку грав Томмі Мур, потім — Норман Чепмен, якого в серпні 1960 року замінив Піт Бест. Група перейменувалася в The Silver Beats, і нарешті — в The Beatles.